# Liste von Seen in Deutschland/E
| Name                 | Stadt/Landkreis                      | Land                   | Fläche in km² |
| -------------------- | ------------------------------------ | ---------------------- | ------------- |
| Ebnisee              | Rems-Murr-Kreis                      | Baden-Württemberg      | 0,067         |
| Echinger Stausee     | Landkreis Landshut                   | Bayern                 | 1,12          |
| Echtzer See          | Düren                                | Nordrhein-Westfalen    |               |
| Edersee              | Waldeck-Frankenberg                  | Hessen                 | 11,8          |
| Effelder Waldsee     | Wassenberg                           | Nordrhein-Westfalen    |               |
| Eginger See          | Passau                               | Bayern                 | 0,2           |
| Egglburger See       | Ebersberg                            | Bayern                 | 0,33          |
| Ehreshovener Stausee | Overath                              | Nordrhein-Westfalen    |               |
| Eibsee               | Garmisch-Partenkirchen               | Bayern                 | 1,774         |
| Eichholzmaar         | Landkreis Vulkaneifel                | Rheinland-Pfalz        | 0,011         |
| Einfelder See        | Neumünster                           | Schleswig-Holstein     | 1,78          |
| Eisensee             | Berlin                               | Berlin                 |               |
| Eiserbudersee        | Biesenthal                           | Brandenburg            |               |
| Eixer See            | Peine                                | Niedersachsen          | ca. 0,17      |
| Elbsee               | Aitrang                              | Bayern                 | 0,21          |
| Elbsee               | Düsseldorf                           | Nordrhein-Westfalen    | 0,89          |
| Elfrather See        | Krefeld                              | Nordrhein-Westfalen    | 0,5           |
| Ellbogensee          | Priepert                             | Mecklenburg-Vorpommern | 1,55          |
| Ellbachsee           | Freudenstadt                         | Baden-Württemberg      |               |
| Ellertshäuser See    | Landkreis Schweinfurt                | Bayern                 | 0,33          |
| Elsensee             | Berlin                               | Berlin                 | 0,13          |
| Elsensee             | Grünheide                            | Brandenburg            | 0,18          |
| Elsensee             | Quickborn                            | Schleswig-Holstein     | 0,03          |
| Emssee               | Rietberg                             | Nordrhein-Westfalen    | 0,2           |
| Ennepetalsperre      | Breckerfeld, Ennepetal, Radevormwald | Nordrhein-Westfalen    | 1,03          |
| Entenfang            | Mülheim an der Ruhr                  | Nordrhein-Westfalen    | 0,1           |
| Entensee             | Borkow                               | Mecklenburg-Vorpommern | 0,086         |
| Epplesee             | Rheinstetten-Silberstreifen          | Baden-Württemberg      |               |
| Epplesee             | Uhingen                              | Baden-Württemberg      |               |
| Erlachsee            | Karlsruhe                            | Baden-Württemberg      |               |
| Erlabrunner Badesee  | Erlabrunn                            | Bayern                 | 0,072         |
| Erlauzwieseler See   | Waldkirchen                          | Bayern                 | 0,077         |
| Erlachsee            | Landkreis Esslingen                  | Baden-Württemberg      |               |
| Erster Karpfenteich  | Berlin                               | Berlin                 |               |
| Eschbachtalsperre    | Remscheid                            | Nordrhein-Westfalen    | 0,14          |
| Escher See           | Köln                                 | Nordrhein-Westfalen    |               |
| Eschmarer See        | Troisdorf                            | Nordrhein-Westfalen    |               |
| Essenberger See      | Duisburg                             | Nordrhein-Westfalen    |               |
| Ewaldsee             | Gelsenkirchen                        | Nordrhein-Westfalen    |               |
| Ewiges Meer          | Holtriem                             | Niedersachsen          | 0,91          |